# Obsjtina Razgrad
Obsjtina Razgrad (bulgariska: Община Разград) är en kommun i Bulgarien.   Den ligger i regionen Razgrad, i den nordöstra delen av landet, 270 km öster om huvudstaden Sofia.
Obsjtina Razgrad delas in i:
- Balkanski
- Blagoevo
- Getsovo
- Drjanovets
- Djankovo
- Kitjenitsa
- Lipnik
- Mortagonovo
- Nedoklan
- Osenets
- Pobit kamăk
- Poroisjte
- Radingrad
- Rakovski
- Strazjets
- Jasenovets
- Toptjii

Följande samhällen finns i Obsjtina Razgrad:
- Razgrad

Trakten runt Obsjtina Razgrad består till största delen av jordbruksmark. Runt Obsjtina Razgrad är det ganska glesbefolkat, med 39 invånare per kvadratkilometer.